# Viktor Elm
Viktor Sebastian Elm (Kalmar, 13 novembre 1985) è un ex calciatore svedese, di ruolo centrocampista.

## Biografia
Ha due fratelli anch'essi ex calciatori, Rasmus e David. I tre si sono ritrovati compagni di squadra al Kalmar nel 2015, quando Viktor è rientrato dalla parentesi all'AZ Alkmaar e Rasmus da quella al CSKA Mosca.

## Palmarès
- Campionato svedese: 1

Kalmar: 2008
- Coppa dei Paesi Bassi: 2

Heerenveen: 2008-2009
AZ Alkmaar: 2012-2013